# Maison Peereboom
Située à Saint-Gilles en région bruxelloise, la Maison Peereboom est un bâtiment de style Art nouveau construit en 1898.

## Maison familiale
Cet immeuble sis au n° 12 de l'avenue Jef Lambeaux à Saint-Gilles est la maison de la famille Peereboom. Elle a été conçue par l'architecte Georges Peereboom pour son père Antoine en 1898.

## Description
On remarque qu'une certaine sobriété a été voulue dans le choix des matériaux : soubassement en pierre bleue et le reste de la façade en pierre gris clair avec bandes horizontales en pierre gris foncé.
Les éléments les plus significatifs de cette maison viennent de l'ornementation de la façade :
- la ferronnerie devant les baies du rez-de-chaussée (soupiraux et fenêtres) et du premier étage représentent des compositions florales d'une grande légèreté ;
- les petits bois des baies présentent des courbures du plus bel effet ;
- le culot ouvragé soutient la base aux formes inédites du petit balcon du premier étage ;
- les bas reliefs au-dessus de baie d'imposte de la porte d'entrée ainsi que sous la corniche sont encadrés par des rubans aux formes végétales ;
- la façade est divisée en deux travées dans un rapport 1/3, 2/3, idem pour la corniche.

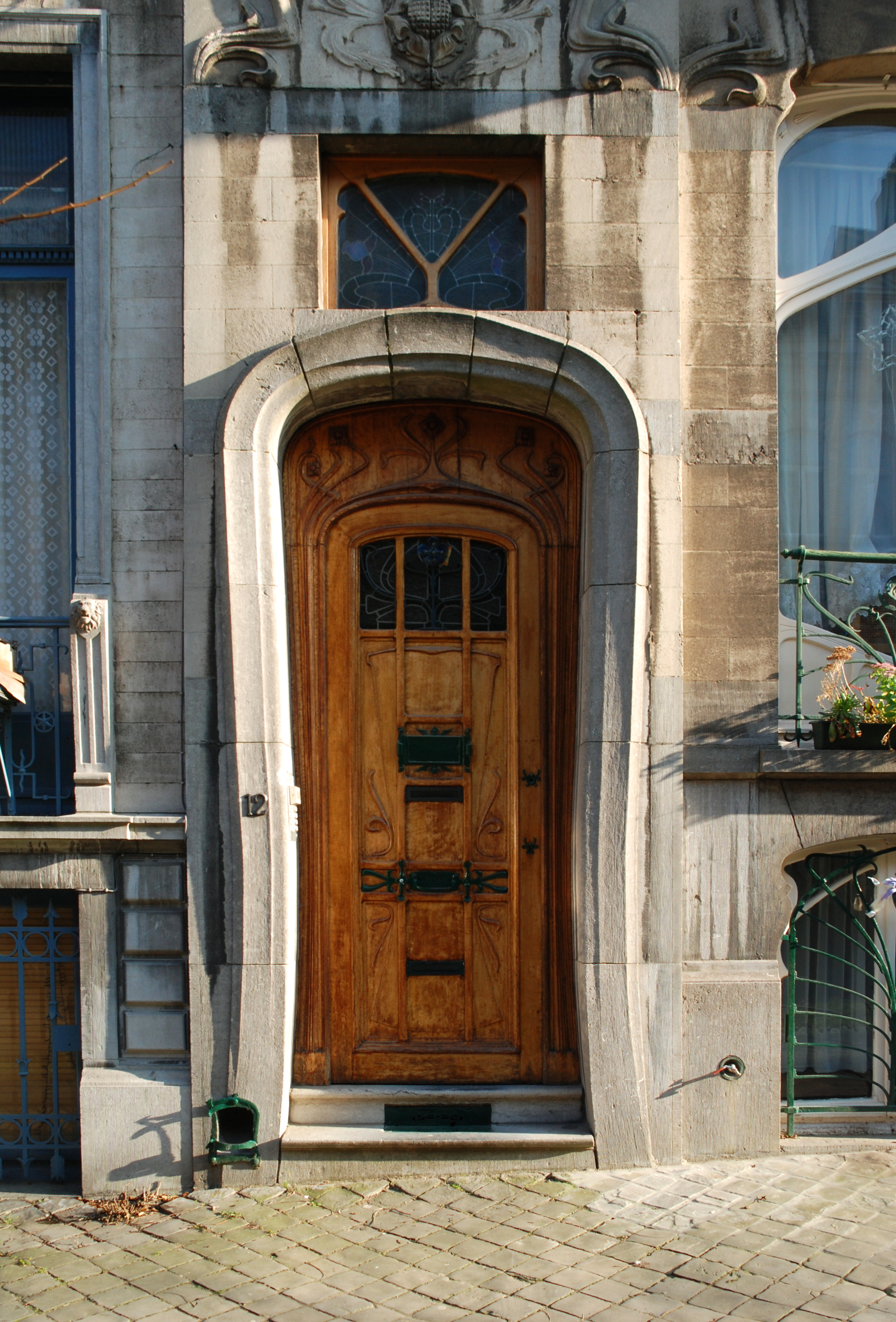
Porte.
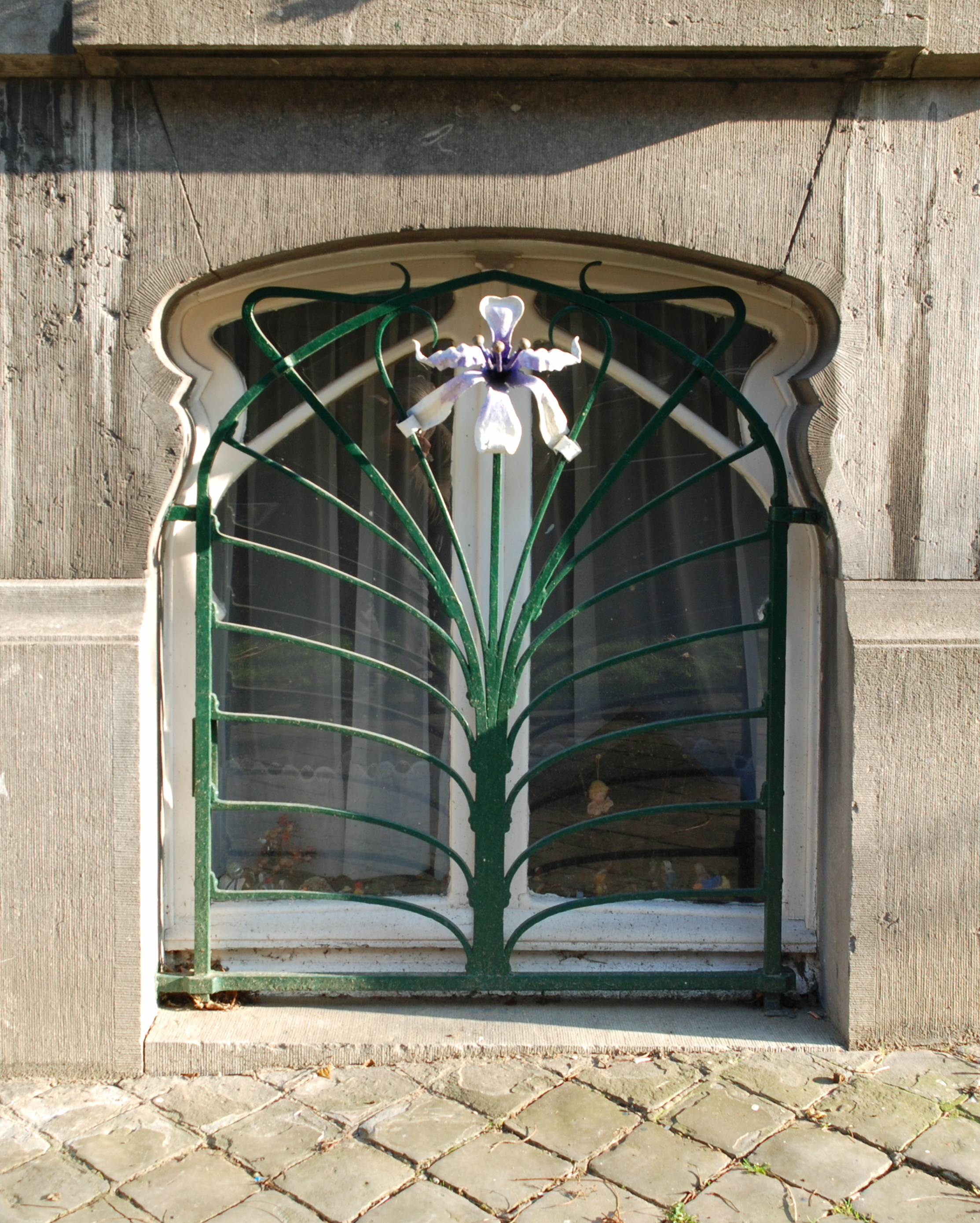
Fenêtre de cave.
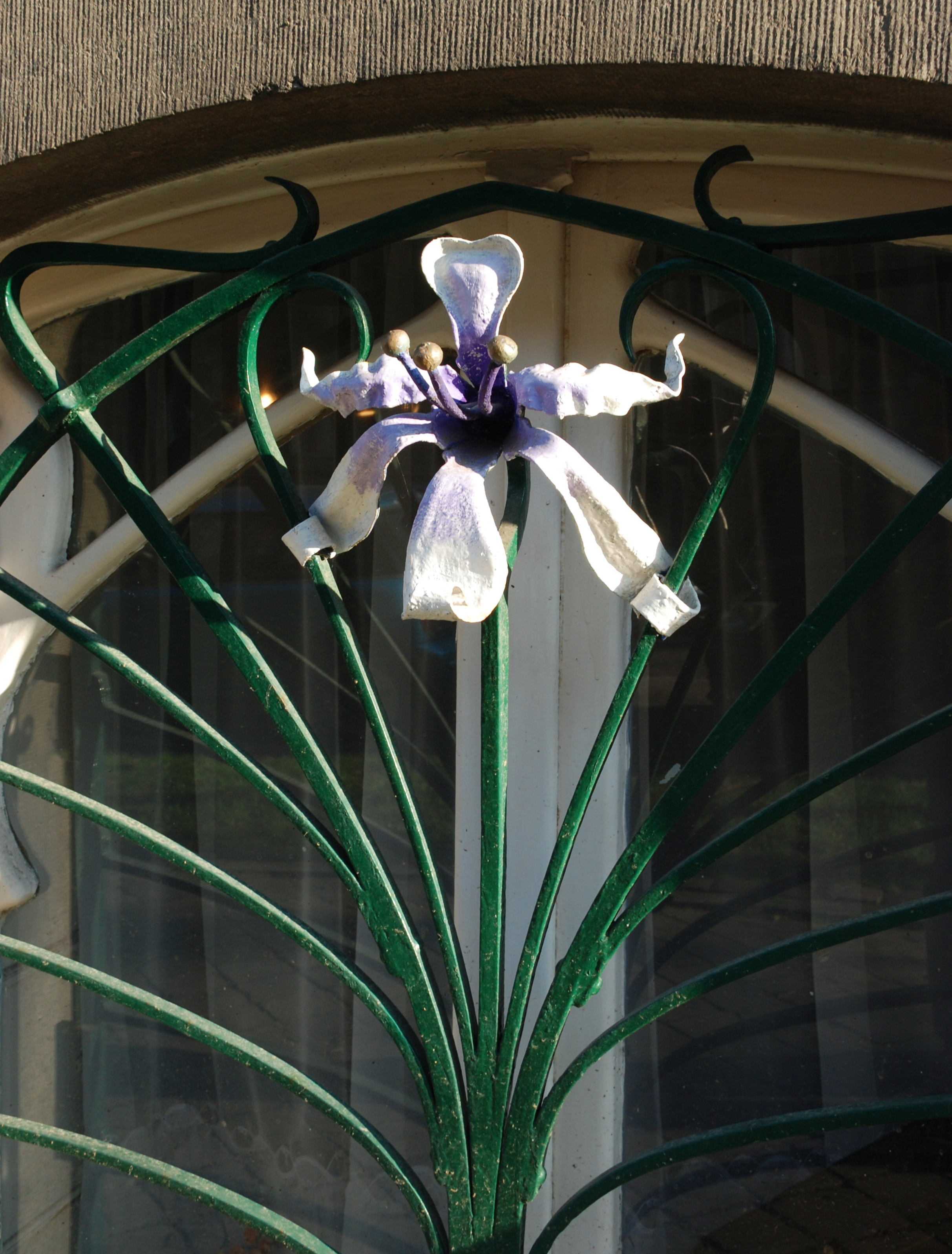
Ornementation florale.
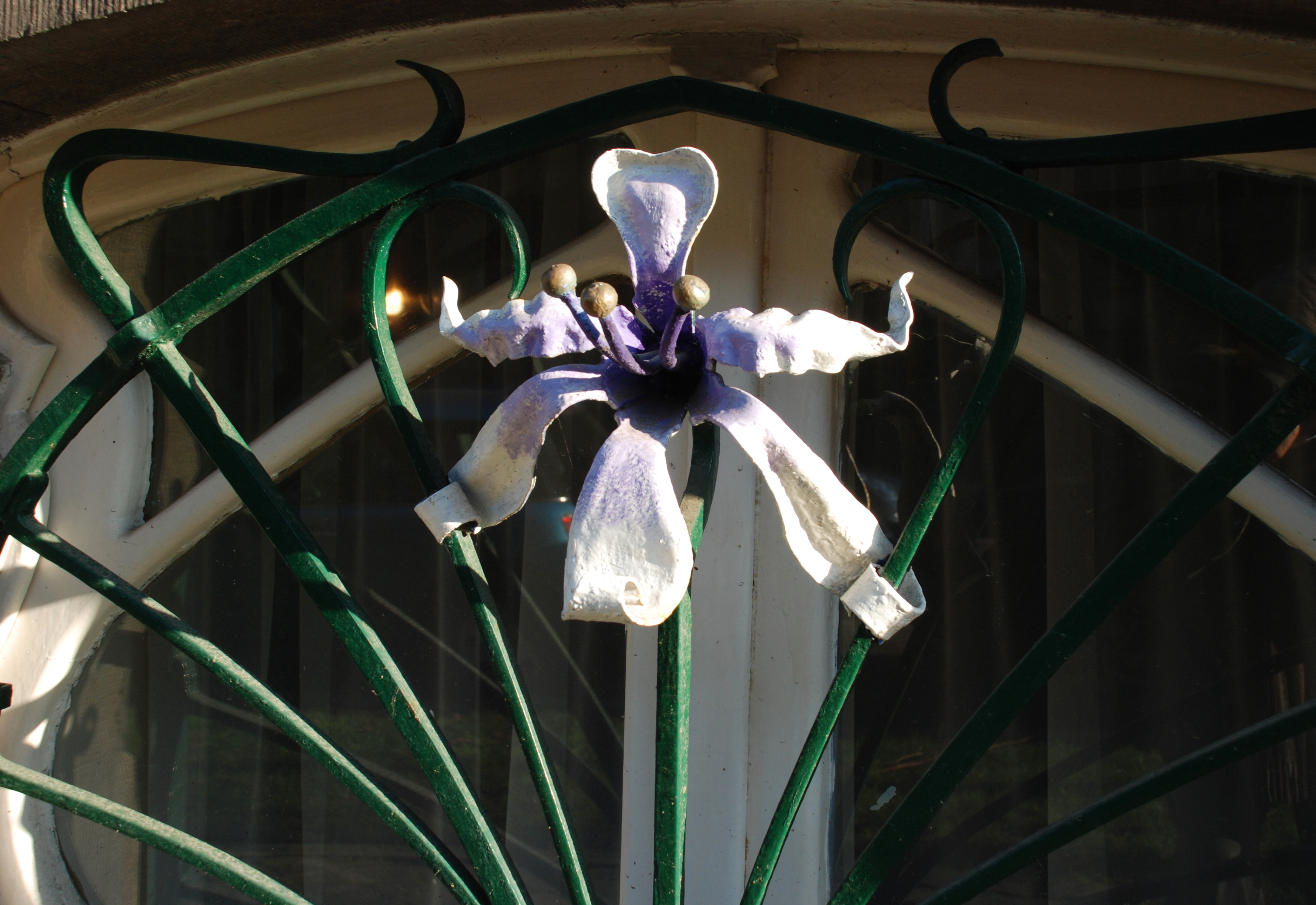
Fleur.